# Pacto Fiscal Europeo
El Pacto fiscal europeo (formalmente Tratado de estabilidad, coordinación y gobernanza en la unión económica y monetaria) es un tratado internacional firmado el 2 de marzo de 2012 por 25 Estados miembros de la Unión Europea (UE).
Contiene un conjunto de reglas de oro que son vinculantes en la UE para el principio de equilibrio presupuestario. Todos los Estados miembros de la Unión Europea firmaron el tratado el 2 de marzo de 2012, excepto Reino Unido y la República Checa. Entró en vigor el 1 de enero de 2013, por haber sido ratificado por un número de miembros de la eurozona superior al mínimo de 12.

## Historia

Miembros de la eurozona
Miembros del Sistema Monetario Europeo
Otros miembros de la UE
Miembros de la UE que no ha firmado el tratado

La mayoría de los Estados miembros de la Unión Europea participan en la Unión Económica Monetaria (UEM), basado en la moneda única, el euro. Sin embargo, la mayoría de las decisiones sobre impuestos y gasto público siguen siendo responsabilidad de los gobiernos nacionales. El control sobre la política fiscal ha sido tradicionalmente considerado como fundamental para la soberanía nacional, y ahora, en esencia, no hay una unión fiscal entre los Estados miembros.
No obstante, la UE ha limitado la soberanía de los estados en materia tributaria, como en la determinación del  IVA y los índices de comercio exterior, así como estableciendo un presupuesto anual de varios miles de millones de euros. Para coordinar las políticas fiscales de los Estados miembros de la zona euro está en vigor el Pacto de estabilidad y crecimiento. Una mayor integración en términos de política fiscal, al menos entre los países de la zona euro es considerado por muchos como el próximo paso en la integración europea y la solución necesaria para superar la crisis de la deuda soberana. Junto con la UEM la unión fiscal daría lugar a una mayor integración económica, financiera, y sería un gran paso en el proceso de integración europeo.
En la primavera del 2010, Alemania instó a otros Estados a endurecer las normas sobre el logro de un presupuesto equilibrado: esto implica una rigurosa aplicación del requisito de la relación déficit / PIB inferior al 3%. En febrero de 2011, Alemania y Francia propusieron el pacto de competitividad, orientado a fortalecer la coordinación económica en la zona euro, propuesta todavía en estado embrionario en la UE. La canciller alemana, Angela Merkel, varios ministros de Finanzas europeos y el presidente del Banco Central Europeo han apoyado la idea de una unión fiscal.[¿cuándo?]
En marzo de 2011 se propuso una nueva reforma del Pacto de Estabilidad y Crecimiento, orientado a imponer sanciones automáticas para los que violen los parámetros relativos al 3% de déficit / PIB  y al 60 % en el ratio de deuda / PIB. Angela Merkel insistió en que la Comisión Europea y el Tribunal de Justicia jueguen un papel importante en el control del cumplimiento de las obligaciones de los países. 
El 9 de diciembre de 2011, en el Consejo Europeo todos los 17 miembros de la eurozona alcanzaron un acuerdo sobre las líneas básicas del Tratado de la estabilidad fiscal que refuerzan los parámetros relativos al déficit / PIB y deuda / PIB, e introdujeron las de sanciones automáticas para quienes incumplan estos requisitos. Después de solicitar una opinión de sus respectivos parlamentos, los países fuera de la eurozona pero dentro de la UE aprobaron estas medidas, con la excepción de Reino Unido. Reino Unido pidió que la ciudad de Londres fuese excluida de la regulación de los mercados financieros y la aplicación el impuesto sobre las transacciones financieras, y por eso vetó este tratado.
Después de varios meses de negociaciones, el 30 de enero de 2012 de Consejo Europeo, con la excepción de Reino Unido y la República Checa, aprobó el nuevo pacto fiscal europeo.
A finales de febrero, el jefe de gobierno de Irlanda, Enda Kenny, anunció que su país tenía intención convocar un referéndum para la ratificación del Pacto fiscal europeo.
Cada país, después de la ratificación del Tratado, tuvo hasta el 1 de enero de 2014 para introducir la regla que exige un presupuesto equilibrado en la legislación nacional. Sólo los países que han introducido esa norma el 1 de marzo de 2014 podrán obtener ayudas financieras del Mecanismo Europeo de Estabilidad. En un plazo de cinco años tras su entrada en vigor, Bruselas quiere que sea incorporado al marco legal de la Unión Europea.

## Contenido
Los principales puntos contenidos en los 16 artículos del tratado son:
- Un compromiso de contar con un déficit estructural que no debe superar el 0,5 % del PIB y, en aquellos países en los que la deuda es inferior al 60 % del PIB, 1 %;
- La obligación de los países con una deuda pública superior al 60 % del PIB a caer dentro de este límite en 20 años, a una tasa igual a la vigésima parte de la franquicia de cada anualidad;
- La obligación de que cada Estado para asegurar el ajuste automático de las fechas de vencimiento cuando no es capaz de alcanzar las metas fiscales se acuerde lo contrario;
- Un compromiso de poner las nuevas reglas en la constitución o en otras partes de la legislación nacional, lo cual será verificado por el Tribunal de Justicia de la Unión Europea;
- La obligación de mantener el déficit público por debajo del 3 % siempre del PIB, como lo exige el Pacto de estabilidad y crecimiento, de lo contrario dará lugar a las sanciones semiautomáticas;
- Un compromiso de mantener al menos dos cumbres anuales reuniendo a los 17 líderes de los países que han adoptado el euro.

## Proceso de ratificación
| Estado miembro | Miembro del euro | Fecha                                                                       | Institución y resultado                                                                                   | Depositado               |
| -------------- | ---------------- | --------------------------------------------------------------------------- | --- | ------------------------ |
| Austria        | Sí               | 4 de julio de 2012                                                          | Aprobado por el Consejo Federal: 103 a favor, 0 abstenciones y 60 en contra.                              | 30 de julio de 2012      |
| Austria        | Sí               | 6 de julio de 2012                                                          | Aprobado por el Consejo Nacional: 42 a favor, 0 abstenciones y 13 en contra.                              | 30 de julio de 2012      |
| Austria        | Sí               | 17 de julio de 2012                                                         | Promulgado por el presidente de Austria Heinz Fischer                                                     | 30 de julio de 2012      |
| Bélgica        | Sí               |                                                                             | |                          |
| Bulgaria       | No               |                                                                             | |                          |
| Chipre         | Sí               | 28 de abril de 2012                                                         | Aprobado por el consejo de ministros.                                                                     | 26 de julio de 2012      |
| Chipre         | Sí               | Promulgado por el presidente de la República de Chipre Dimitris Christofias | | 26 de julio de 2012      |
| Alemania       | Sí               | 29 de junio de 2012                                                         | Aprobado por el Bundestag (cámara baja): 491 a favor, 6 abstenciones y 111 en contra.                     | 27 de septiembre de 2012 |
| Alemania       | Sí               | 29 de junio de 2012                                                         | Aprobado por el Bundesrat (cámara alta): 65 a favor, 0 abstenciones y 4 en contra.                        | 27 de septiembre de 2012 |
| Alemania       | Sí               | 14 de septiembre de 2012                                                    | Promulgado por el presidente de Alemania Joachim Gauck                                                    | 27 de septiembre de 2012 |
| Dinamarca      | No               | 31 de mayo de 2012                                                          | Aprobado por el parlamento de Dinamarca: 80 a favor y 27 en contra.                                       | 19 de julio de 2012      |
| Dinamarca      | No               | Promulgado por la reina Margarita II                                        | | 19 de julio de 2012      |
| Estonia        | Sí               |                                                                             | |                          |
| España         | Sí               | 21 de junio de 2012                                                         | Aprobado por el Congreso de los Diputados: 309 a favor, 19 abstenciones y 1 en contra                     | 27 de septiembre de 2012 |
| España         | Sí               | 18 de julio de 2012                                                         | Aprobado por el Senado: 240 a favor, 4 abstenciones y 1 en contra.                                        | 27 de septiembre de 2012 |
| España         | Sí               | 25 de julio de 2012                                                         | Ratificado por el rey Juan Carlos                                                                         | 27 de septiembre de 2012 |
| Francia        | Sí               |                                                                             | |                          |
| Grecia         | Sí               | 28 de marzo de 2012                                                         | Aprobado por el Consejo de los Helenos (cámara legislativa): 194 a favor, 47 abstenciones y 59 en contra. | 10 de mayo de 2012       |
| Hungría        | No               |                                                                             | |                          |
| Italia         | Sí               | 12 de julio de 2012                                                         | Aprobado por el Senado de la República: 103 a favor, 0 abstenciones y 60 en contra.                       | 14 de septiembre de 2012 |
| Italia         | Sí               | 19 de julio de 2012                                                         | Aprobado por el Parlamento: 368 a favor, 0 abstenciones y 65 en contra.                                   | 14 de septiembre de 2012 |
| Italia         | Sí               | 23 de julio de 2012                                                         | Promulgado por el presidente de Italia Giorgio Napolitano                                                 | 14 de septiembre de 2012 |
| Irlanda        | Sí               |                                                                             | |                          |
| Lituania       | No               | 30 de agosto de 2012                                                        | Aprobado por el parlamento de Lituania: 59 a favor, 6 abstenciones y 34 en contra.                        | 6 de septiembre de 2012  |
| Lituania       | No               | Promulgado por el presidente de la república Toomas Hendrik Ilves           | | 6 de septiembre de 2012  |
| Luxemburgo     | Sí               |                                                                             | |                          |
| Letonia        | No               | 31 de mayo de 2012                                                          | Aprobado por el parlamento de Letonia: 67 a favor, 1 abstención y 29 en contra.                           | 22 de junio de 2012      |
| Letonia        | No               | Promulgado por el presidente de la república de Letonia Andris Bērziņš      | | 22 de junio de 2012      |
| Malta          | Sí               |                                                                             | |                          |
| Países Bajos   | Sí               |                                                                             | |                          |
| Portugal       | Sí               | 13 de abril de 2012                                                         | Aprobado por la asamblea de la república: 204 a favor, 2 abstenciones y 24 en contra.                     | 5 de julio de 2012       |
| Portugal       | Sí               | Promulgado por el presidente de Portugal Aníbal Cavaco Silva                | | 5 de julio de 2012       |
| Polonia        | No               |                                                                             | |                          |
| Rumania        | No               |                                                                             | |                          |
| Suecia         | No               |                                                                             | |                          |
| Finlandia      | Sí               |                                                                             | |                          |
| Eslovenia      | Sí               | 19 de abril de 2012                                                         | Aprobado por la asamblea nacional de Eslovenia: 74 a favor, 2 abstenciones y 0 en contra.                 | 30 de mayo de 2012       |
| Eslovenia      | Sí               | 30 de abril de 2012                                                         | Promulgado por el presidente de la república de Eslovenia Danilo Türk                                     | 30 de mayo de 2012       |
| Eslovaquia     | Sí               |                                                                             | |                          |